# THE DEFENDER
『THE DEFENDER』（ザディフェンダー）は、1997年公開の日本映画。

## スタッフ
- 企画：石井和彦
- プロデューサー：井手正義、五十嵐智之、吉田晴彦、河合伴明
- 監督：小中和哉
- 原案・脚本：小中千昭
- 撮影：越智宏亮
- 美術：いしいいわお
- 照明：神村裕二
- 音楽：笠谷文人
- 編集：松竹利郎
- 製作：イメージファクトリー・アイエム、テレビ東京、サントリー、パル企画
- 配給：パル企画

## キャスト
- 伊藤孝：柳葉敏郎
- 昌美：菅野美穂
- 良美：菅野美穂
- ディック・ヘッド：高野拳磁
- エッジ：田口トモロヲ
- 黄珠音：梛野素子
- スネーク・アイ：平賀雅臣
- 長沢：エド山口
- 高橋：松尾貴史（友情出演）
- ウィザード：佐野史郎

## 同時上映
「truth」
- 主演：萩原聖人
- 出演：柄本明、六平直政、石橋蓮司
- 監督：渡邉武

## ノベライズ
小中千昭著 電撃文庫「ディフェンダー」ISBN 4-07-304993-3